# UK Detector Finds Database
 (juin 2021).
Si vous disposez d'ouvrages ou d'articles de référence ou si vous connaissez des sites web de qualité traitant du thème abordé ici, merci de compléter l'article en donnant les références utiles à sa vérifiabilité et en les liant à la section « Notes et références ».
Le projet UK Detector Finds Database (en français : Base de données sur les trouvailles au détecteur en Grande-Bretagne) est une initiative prise par des utilisateurs de détecteur de métaux en Grande-Bretagne réunis en association à but non lucratif, pour promouvoir une pratique appropriée de leur hobby. Il s'agit d'un site internet couplé à une base de données permettant aux prospecteurs d'y enregistrer leur trouvailles afin d'en dégager des statistiques sur les lieux de découverte, la performance du matériel. 
Toute personne s'inscrivant a un accès immédiat à la base pour y poster des informations ou faire des recherches. Il y existe un profil utilisateur afin d'attribuer les informations postées. 

## Fonctionnement des détecteurs d'or
De nombreux prospecteurs à travers le monde allant des amateurs aux professionnels, utiliser des détecteurs d'or pour détecter le métal précieux sous terre. Mais la plupart des prospecteurs ne savent pas comment fonctionnent les détecteurs d'or.

### Principe de fonctionnement du détecteur de métaux
À première vue, le principe de fonctionnement des détecteurs d'or semble compliqué, mais il peut être simplifié avec le principe suivant : Le détecteur de métaux transmet un champ électromagnétique vers le sol et traite le signal du champ électromagnétique réfléchi en heurtant un morceau de métal, par exemple une pépite d'or ou une pièce de monnaie. Le champ électromagnétique est provoqué par le passage du courant électrique d'une source d'alimentation comme des piles alcalines ordinaires ou une autre source à l'intérieur des bobines électriques présentes dans la soi-disant bobine de recherche.

### Parties d'un détecteur de métaux
Les détecteurs de métaux traditionnels, qui fonctionnent selon la technologie électromagnétique, se compose des pièces et composants suivants:
- Stabilisateur - Cet accessoire est la partie du détecteur qui le rend confortable à utiliser. Il est à considérer comme l'accoudoir de la machine. Il stabilise le détecteur de métaux lorsqu'il est déplacé.
- Boîte de contrôle - La boîte de contrôle est le cerveau de la machine. Il contient la batterie, les commandes et les paramètres de l'appareil, le microprocesseur, l'affichage et les haut-parleurs.
- Arbre - Il s'agit de la partie principale du détecteur à laquelle toutes les autres pièces se connectent. Il est généralement réglable pour le confort de l’utilisateur.
- Bobine de recherche - Il s'agit de la partie inférieure du détecteur qui bascule au-dessus du sol. C’est une antenne qui contient des bobines intégrées pour que la machine puisse détecter le métal.

Certains appareils détecteurs de métaux ont également une prise pour connecter des écouteurs et certains ont le boîtier de commande sous l'arbre et une petite unité d'affichage au-dessus.

## Technologies de recherche de détecteurs d'or

### Très basse fréquence(VLF)
La très basse fréquence (VLF) est la technologie de recherche la plus utilisée dans les détecteurs d'or car il est facile à fabriquer et bon marché.
Le détecteur d'or en technologie VLF contient deux bobines à l'intérieur de la bobine de recherche :
- Bobine d'émetteur : Il s'agit de la boucle de bobine externe. À l'intérieur se trouve une bobine de fil. L'électricité est envoyée le long de ce fil, d'abord dans un sens puis dans l'autre, des milliers de fois par seconde. Le nombre de fois que le courant les commutateurs de direction chaque seconde établissent la fréquence de l'unité.
- Bobine de récepteur : Cette boucle de bobine intérieure contient une autre bobine de fil. Ce fil agit comme une antenne pour capter et amplifier les fréquences à venir des objets cibles dans le sol.

Le détecteur de métaux VLF distingue les différents métaux en se reposant sur un phénomène connu sous le nom de déphasage. Le déphasage est la différence de synchronisation entre la fréquence de la bobine de l’émetteur et la fréquence de l’objet cible. Fondamentalement, cela signifie qu'un objet avec une inductance élevée va avoir un déphasage plus important, car il faut plus de temps pour modifier son champ magnétique. Un objet à haute résistance aura un déphasage plus petit.

### Technologie d'induction d'impulsion
Une forme moins courante de détecteur de métaux est basée sur la technologie d'induction d'impulsions (PI). Contrairement à VLF, les systèmes PI peuvent utiliser une seule bobine comme émetteur et récepteur, où ils peuvent avoir deux ou même trois bobines travaillant ensemble. Cette technologie envoie de puissantes et courtes salves (impulsions) de courant à travers une bobine de fil. Chaque impulsion génère un bref champ magnétique. Lorsque l'impulsion se termine, le champ magnétique inverse la polarité et s'effondre très soudainement, ce qui entraîne un pic électrique aigu. Cette pointe dure quelques microsecondes (millionièmes de seconde) et fait passer un autre courant à travers la bobine. Ce courant est appelé l'impulsion réfléchie et est extrêmement court, ne dure qu'environ 30 microsecondes.
Une autre impulsion est alors envoyée et le processus se répète. Un détecteur de métaux typique basé sur PI envoie environ 100 impulsions par seconde, mais le nombre peut varier considérablement en fonction du fabricant et du modèle, allant de quelques de douzaines d'impulsions par seconde à plus d'un millier.
Si le détecteur de métal se trouve au-dessus d'un objet métallique, l'impulsion crée un champ magnétique opposé dans l'objet. Lorsque le champ magnétique de l'impulsion s'effondre, provoquant l'impulsion réfléchie, le champ magnétique de l'objet fait que l'impulsion réfléchie met plus de temps à disparaître complètement.